# وقعة سلى وسلبرى
 سلى وسلبرى (66 هـ - 686م) هي معركة وقعت بين الأزارقة الخوارج بقيادة عبيدالله بن بشير التميمي وبين الأزد بقيادة المهلب بن أبي صفرة الازدي والي خراسان. 